# زوي وليامز
زوي وليامز (بالإنجليزية: Zoe Williams)‏ هي صحفية بريطانية، ولدت في 7 أغسطس 1973 في المملكة المتحدة.